# Фонтен, Жан-Мишель
Жан-Мишель Фонтен (фр. Jean-Michel Fontaine; род. 28 августа 1988, Сен-Пьер) — реюньонский футболист, нападающий клуба «Стад Тампонез» и сборной Реюньона.

## Клубная карьера
Начал карьеру 2006 году в клубе «Стад Тампонез» из чемпионата Реюньона, где выступал до 2011 года, после чего стал игроком «Сен-Пьеруаза».
В январе 2013 года подписал контракт с английским клубом «Флитвуд Таун» из четвёртого по силе дивизиона. На этом уровне реюньонец провёл 13 матчей, после чего покинул команду по окончании сезона.
Впоследствии он играл за «Сен-Пьеруаз» (2013; 2016—2020) и «Эксельсиор» (2014—2015). С 2016 по 2019 год четыре раза подряд становился лучшим бомбардиром чемпионата Реюньона. Являлся капитаном «Сен-Пьеруаза» с которым впервые в истории местного футбола сумел выйти в 1/16 финала Кубка Франции в сезоне 2019/20.
С 2021 года выступает за команду «Стад Тампонез».

## Карьера в сборной
Цвета сборной Реюньона, выступающей в любительских турнирах, без права участия в соревнованиях ФИФА или КАФ, Жан-Мишель Фонтен защищает с 2007 года. Вместе с командой неоднократно участвовал в Играх островов Индийского океана и Кубке заморских территорий Франции. В общей сложности за сборную он провёл 29 игр и оформил 15 мячей, что делает его рекордсменом по количеству сыгранных матчей и забитых голов в составе Реюньона.

## Достижения
- Чемпион Реюньона (8): 2006, 2007, 2009, 2010, 2017, 2018, 2019, 2021[2][7]
- Вице-чемпион Реюньона (3): 2008, 2011, 2014[2][7]
- Лучший бомбардир чемпионата Реюньона (4): 2016, 2017, 2018, 2019[7]
- Победитель Игр островов Индийского океана (3): 2007, 2015, 2019[2]
- Победитель Кубка заморских территорий Франции (2): 2008, 2012[2]